# Makabana
Makabana – miasto w południowym Kongu, w departamencie Niari. Według danych na rok 2007 liczyło 9 286 mieszkańców. W mieście znajduje się port lotniczy Makabana.